# 長崎県対馬いづはら病院
長崎県対馬いづはら病院（ながさきけん つしまいづはらびょういん, Nagasaki Prefecture Tsushima Izuhara Hospital）は、長崎県対馬市厳原町東里にあった医療機関。長崎県病院企業団が設置・運営する病院であった。
2015年（平成27年）5月に長崎県中対馬病院との統合で長崎県対馬病院が開院したことにより、対馬いづはら病院は閉院した。

## 概要
歴史
1968年（昭和43年）に設置された「長崎県離島医療圏組合厳原病院」を前身とする。2009年（平成21年）に長崎県離島医療圏組合が解散し、長崎県病院企業団が設立されたことにより、長崎県対馬いづはら病院に改称した。2015年（平成27年）5月17日に長崎県中対馬病院と統合され、対馬市美津島町鶏知に「長崎県対馬病院」として開院した。
病床数
199床（一般病床154、療養病床45）
指定・認定
- へき地医療拠点病院
- 救急告示指定病院（二次救急）
- 災害拠点病院（地域災害医療センター）
- 介護保険事業指定施設（休止中）
- 協力型臨床研修病院
- がん離島中核病院

## 診療科
- 内科
- 精神科
- 小児科
- 外科
- 整形外科
- 産婦人科
- 眼科
- 耳鼻咽喉科
- 泌尿器科
- 循環器内科
- 放射線科
- リハビリテーション科
- 麻酔科
- 救急科
- 皮膚科
- 脳神経外科
- 神経内科
- リウマチ科
- 消化器内科

## 沿革
- 1968年（昭和43年）- 長崎県離島医療圏組合の設立により「長崎県離島医療圏組合厳原病院」が設置される。55床でのスタート。
  - 当初の病院の敷地は厳原町立厳原小学校西校舎跡地の厳原町中村633番地（現・対馬南警察署敷地）であった。
- 1969年（昭和44年）- 15床増で計70床となる。
- 1972年（昭和47年）- 伝染病棟が併設される。
- 1976年（昭和51年）- 6床（個室）増で計76床となる。
- 1979年（昭和54年）- 救急告示病院に指定される。
- 1980年（昭和55年）- 二次救急輪番制病院に指定される。
- 1981年（昭和56年）- ICU病棟を増築。人工透析室を新設。
- 1982年（昭和57年）- 伝染病棟を一般病棟に改築。一般病床数が100床となる。
- 1984年（昭和59年）- 院外保健活動室を設立。院外保健活動室と理学療法室を新設。
- 1986年（昭和61年）- 診療放射線科を改築し、CTスキャナを設置。
- 1988年（昭和63年）- 「長崎県離島医療圏組合対馬いづはら病院」に改称。現在地に新病棟が完成し移転を完了。全200床（一般病棟150床・精神50床）
- 1993年（平成5年）- 保健活動室、保育室、精神科外来診察室を新設。
- 1996年（平成8年）- 別館が完成。一般病床8床増で全208床となる。MRIを設置。 災害拠点病院に指定される。
- 1997年（平成9年）- DSA（血管造影撮影装置）を設置。遠隔医療画像伝送システムが稼働。
- 1999年（平成11年）- 長崎県マルチメディア医療モデル展開事業を開始。
- 2001年（平成13年）- 訪問看護ステーション事業を開始。
- 2002年（平成14年）- 居宅介護支援事業を開始。一般病床4減、精神病床5減により全199床となる。
- 2003年（平成15年）- 透析室を新築。協力型臨床研修病院に指定される。
- 2005年（平成17年）- 全館禁煙を実施。地域医療連携室と健診室を新設。患者相談室を設置。訪問看護ステーション事業を廃止。
- 2006年（平成18年）- 診療録管理室を新設。
- 2007年（平成19年）- 日本医療機能評価機構により「Ver.5.0」に認定される。
- 2008年（平成20年）- 64列CTが稼働。
- 2009年（平成21年）4月1日 - 長崎県離島医療圏組合の解散・長崎県病院企業団の設立により「長崎県対馬いづはら病院」に改称。
- 2011年（平成23年）8月20日 - 一般社団法人日本手外科学会認定研修施設となる。
- 2012年（平成24年）1月21日 - 病院の統合移行期に入ったため、Ver.5.0の認定期間が終了する。
- 2015年（平成27年）5月17日[3] - 長崎県中対馬病院との統合により対馬市美津島町鶏知に「長崎県対馬病院」が開院。

跡地の活用
- 2016年（平成28年）6月6日 - 在宅医療を専門に行う無床の「対馬市立いづはら診療所」が開所[5]。
  - 特別養護老人ホームも開設された[5]。

## 交通アクセス
- 対馬交通　厳原病院線　「厳原病院」バス停
- 国道382号
- 厳原港

## 参考資料
- 対馬地域新病院基本計画書 (PDF)